# Вільгельміна Друкер
Вільгельміна Елізабет Ленсінг, за прізвищем батька Друкер (Амстердам, 30 вересня 1847 — Амстердам, 5 грудня 1925) — нідерландська політична діячка і письменниця. Одна з перших голландських феміністок, також була відома під псевдонімами Gipsy, Gitano та E. Prezcier.

## Життя
Одна з двох дочок швачки Констанції Кристини Ленсінг і німецько-єврейського банкіра Луїса Друкера. Батько відмовився одружитися з матір'ю або юридично визнати їхніх дітей, тому Вільгельміна росла в складних умовах. Вона отримала католицьку освіту, обрала ту ж професію, що й мати, і з 1886 року відвідувала збори Соціально-демократичного союзу, союзу De Unie, Нідерландського союзу Algemeen Kiesen Stemrecht (Нідерландська ліга загального виборчого права).
У наступні роки соціалістичні ідеї суттєво на неї вплинули. Вільгельміна Ленсінг наводила аргументи на основі власного досвіду, аналізуючи та розуміючи соціальні механізми, що впливають на жінок, і пропонуючи зміни. Під псевдонімом вона написала книгу, в якій критикувала подвійні стандарти моралі свого батька, який визнавав лише дітей, народжених багатшою жінкою.

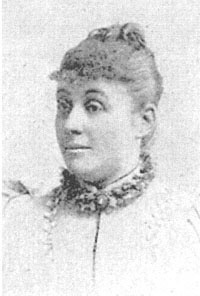
Вільгельміна Ленсінг у молодості

Вільгельміна Ленсінг почала судовий процес проти свого зведеного брата, ліберального політика Гендріка Лодевейка Друкера, визнаного батьком, який отримав від нього спадщину, — і виграла суд у 1888 році, здобувши фінансову незалежність. Відразу після цього Ленсінг з іншими жінками з радикальних і соціалістичних кіл заснувала щотижневий журнал для жінок і дівчат De Vrouw (Жінка).

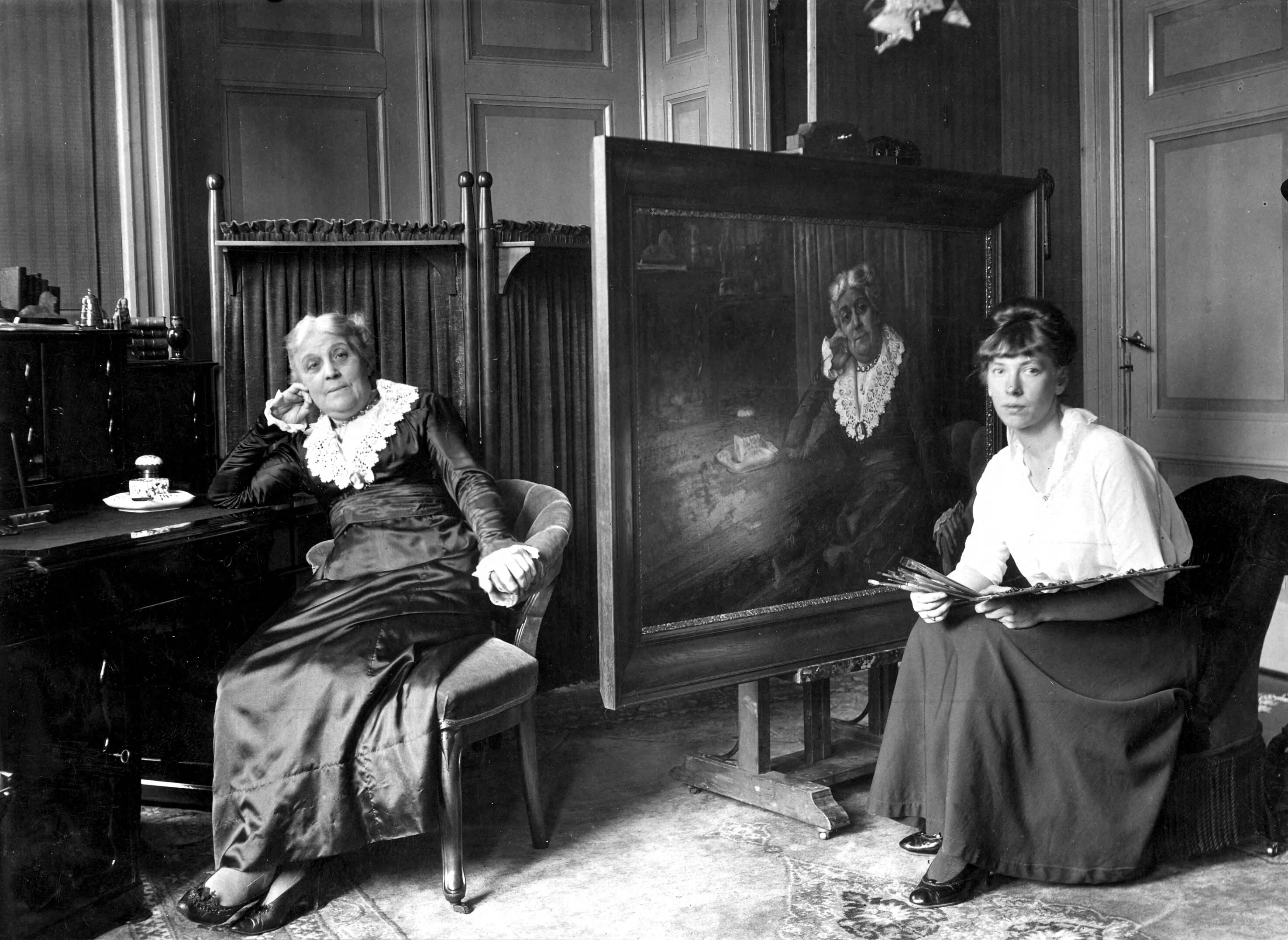
Вільгельміна Друкер з власним портретом, написаним Труус Клас у 1917 році з нагоди 70-річчя Друкер

У 1889 році Вільгельміна Ленсінг заснувала Асоціацію вільних жінок (Vrije Vrouwen Vereeniging, VVV), яка в 1894 році переросла в Асоціацію прав жінок (Vereeniging voor Vrouwenkiesrecht). У 1891 році Ленсінг представляла VVV на Міжнародному конгресі соціалістичної праці в Брюсселі, другому конгресі Другого Інтернаціоналу, де вона та делегатки з Німеччини, Австрії та Італії закликали прийняти резолюцію про те, що маніфести соціалістичних партій усіх країн повинні включати заклик до повної юридичної та політичної рівності чоловіків і жінок — таку резолюцію прийняв з'їзд.
У 1893 році Ленсінг та її права рука Дора Шук-Гейвер заснували щотижневий журнал Evolutie (Еволюція) — він виходив до 1926 року. Друкер також читала лекції у Нідерландах, брала участь у створенні кількох жіночих профспілок і в 1897 році стала членкинею щойно заснованого Товариства взаємного захисту жінок (Vereeniging Onderlinge Vrouwenbescherming, VOV), яке працювало на захист прав неодружених матерів та їх дітей. Ленсінг заявила, що VOV має бути войовничою організацією, яка об'єднує всіх жінок — одружених чи неодружених, з дітьми чи без них — для роботи в громадській сфері за права жінок і проти несправедливих законів і застарілої моралі. Вона пояснила своє мислення та ідеї щодо місії та ролі VOV, заклавши основи для пізніших активістських організацій, таких як Blijf van mijn Lijf (буквально «Тримайся подалі від мого тіла, мережа жіночих притулків») і Vrouwen tegen Verkrachting (Жінки проти зґвалтування).
За войовничі заклики до дій для досягнення рівності жінок Вільгельміну Ленсінг-Друкер прозвали «Іджзерен» (залізна) або «Долле» (божевільна) Міна, прізвиська, які набули ще більшої популярності після того, як вона влаштувала символічне публічне спалення жіночих корсетів. Широко розрекламована активістська феміністська група Dolle Mina, заснована у 1970 році, названа на честь Вільгельміни Ленсінг, що було відзначено публічною церемонією спалення бюстгальтерів в Амстердамі.